# Charles-Guillaume de Maupeou
Pour les autres membres de la famille, voir Famille de Maupeou.
Charles-Guillaume de Maupeou, né vers 1680 à Paris et mort le 17 février 1751 à Lombez, est un prélat français, 29e évêque de Lombez.

## Biographie
Fils de Charles de Maupeou (1627-1703) et de Elisabeth de Ruffec, Charles-Guillaume de Maupeou fut chanoine de Paris et agent général du clergé de France de 1715 à 1720. En 1719, il fut désigné comme évêque de Vannes ; mais il fut supplanté par Antoine Fagon, qui se déplaisait à Lombez, et fut alors nommé évêque de Lombez et consacré par Louis-Antoine de Noailles, archevêque de Paris.
Dans son diocèse, il fait agrandir l’hôpital de Lombez. Il publie un nouveau catéchisme qui permettait d’expliquer la doctrine d’une manière uniforme.
Il est inhumé dans la cathédrale Sainte-Marie de Lombez où sa dalle funéraire est présente.

## Sources
- Armand Jean, Les évêques et les archevêques de France depuis 1682 jusqu'à 1801, 1891
- Jean-François Bascans, Charles-Guillaume de Maupeou, évêque et seigneur de Lombez 1721-1751, tapuscrit, 2021